# Гаджибабабеков, Гусейнага Султан оглы
Гусейнага Султан оглы Гаджибабабеков (азерб. Hüseynağa Sultan oğlu Hacıbababəyov) — азербайджанский советский певец (лирический тенор), Народный артист Азербайджанской ССР (1938).

## Биография
Родился в 1898 году в Шемахе.
Обладал высоким голосом мягкого тембра; исполнял азербайджанские мугамы и народные песни. С 1910 пел в хоре общества «Ниджат» (Баку); с 1913 участвовал в спектаклях драматической труппы общества «Сафа».
В 1916 году вступил в азербайджанскую музыкальную труппу (выступал в женских ролях), с которой гастролировал в городах Закавказья, Средней Азии и Ирана.
С 1920 солист Азербайджанского театра оперы и балета. С 1920 года Гаджибеков выступал также с сольными концертами, исполняя песни русских, армянских и грузинских композиторов на языке оригинала.
В 1928 окончил Азербайджанскую консерваторию по классу пения Н. И. Сперанского.

## Партии
- Керем — «Асли и Керем» Узеира Гаджибекова
- Аскер — «Аршин мал алан» Узеира Гаджибекова
- Шах Исмаил, Гюльзар — «Шах Исмаил» Муслима Магомаева
- Альяр — «Наргиз» Муслима Магомаева
- Гариб — «Ашуг-Гариб» Зульфугара Гаджибекова и «Шахсенем» Рейнгольда Глиэра
- Хосров — «Хосров и Ширин» Ниязи
- Capo — «Ануш» Армена Тиграняна
- Царь Берендей — «Снегурочка» Николая Римского-Корсакова
- Ленский — «Евгений Онегин» Петра Ильича Чайковского
- Граф Альмавива — «Севильский цирюльник» Джоаккино Россини

## Награды
- Заслуженный артист Азербайджанской ССР (25.05.1934)
- Орден Трудового Красного Знамени (17.04.1938) — за выдающиеся заслуги в деле развития азербайджанского оперного искусства, азербайджанской музыки, песни и танцев[2]
- Народный артист Азербайджанской ССР (04.12.1938)
- орден «Знак Почёта» (09.06.1959)

## Семья
Внук — джазмен Салман Гамбаров.

## Память

Мемориальная доска на стене дома в Баку, где c 1938 по 1972 год жил Гусейнага Гаджибабабеков